# Guía de campo de S. Petersen para las Criaturas de las Tierras de los Sueños
La Guía de campo de S. Petersen para las Criaturas de las Tierras de los Sueños es un suplemento de 64 páginas escrito por Sandy Petersen, con ilustraciones de Michael J. Ferrari y publicado por Chaosium en 1989. Presenta criaturas del mundo de las historias del ciclo Dream de H. P. Lovecraft.

## Contenido
El libro es un bestiario de criaturas que habitan las Tierras del Sueño, la realidad alternativa que aparece en historias de H. P. Lovecraft.
Cada entrada presenta una impresión a todo color de cada criatura frente a una descripción de la criatura, una cita de Lovecraft, un esquema general y tres subentradas que consisten en hábitat, distribución y vida y hábitos.

## Recepción
En la edición de noviembre de 1989 de Games International, Mike Jarvis se mostró ambivalente acerca de este producto. Admiró las ilustraciones en color, a las que calificó como "más allá de lo creíble, con criaturas que van desde lo delicado y profundamente hermoso hasta el horror alienígena severo más generalmente asociado con la escritura de HP Lovecraft son realmente algo especial".
En la edición de marzo-abril de 1990 de Space Gamer/Fantasy Gamer (No. 88), un crítico comentó que "si realmente te gusta este género, juegos u otros, deja esta reseña y ve a comprar Dreamlands.
En la edición de junio de 1990 de Dragon (Número 158), Jim Bambra calificó este libro de "producido hábilmente y bellamente ilustrado". Lo mejor de todo son las ilustraciones de Mark J. Frerrari, que son excelentes". Concluyó con una fuerte recomendación, diciendo: " Guía de campo de las criaturas de las tierras de los sueños de S. Petersen es un libro que cualquiera a quien le gusten las obras de arte excelentes debería tener en su colección.

## Premios
En los Premios Origins de 1990, Creatures of the Dreamlands fue nombrada "Mejor suplemento de juego de rol de 1989" y "Mejor presentación gráfica de un juego de rol, aventura o suplemento de 1989".